# Пратт (Канзас)
Пратт (англ. Pratt) — місто (англ. city) в США, в окрузі Претт штату Канзас. Населення — 6603 особи (2020).

## Географія
Пратт розташований за координатами 37°41′55″ пн. ш. 98°45′57″ зх. д. / 37.69861° пн. ш. 98.76583° зх. д. (37.698576, -98.765940).  За даними Бюро перепису населення США в 2010 році місто мало площу 19,40 км², з яких 19,08 км² — суходіл та 0,32 км² — водойми.

### Клімат
| Клімат : Пратт        | Клімат : Пратт | Клімат : Пратт | Клімат : Пратт | Клімат : Пратт | Клімат : Пратт | Клімат : Пратт | Клімат : Пратт | Клімат : Пратт | Клімат : Пратт | Клімат : Пратт | Клімат : Пратт | Клімат : Пратт | Клімат : Пратт |
| Показник              | Січ.           | Лют.           | Бер.           | Квіт.          | Трав.          | Черв.          | Лип.           | Серп.          | Вер.           | Жовт.          | Лист.          | Груд.          | Рік            |
| Середній максимум, °C | 6,9            | 9,9            | 15,2           | 20,8           | 25,3           | 30,6           | 33,7           | 33,1           | 28,4           | 21,6           | 13,9           | 7,4            | 20,6           |
| Середній мінімум, °C  | −6,5           | −4,3           | 0,2            | 5,4            | 11,2           | 16,6           | 19,1           | 18,5           | 13,4           | 6,8            | −0,2           | −5,4           | 6,2            |
| Норма опадів, мм      | 16             | 23             | 58             | 63             | 94             | 107            | 80             | 85             | 61             | 57             | 29             | 24             | 697            |
| --------------------- | -------------- | -------------- | -------------- | -------------- | -------------- | -------------- | -------------- | -------------- | -------------- | -------------- | -------------- | -------------- | -------------- |
| Джерело: NOAA         |                |                |                |                |                |                |                |                |                |                |                |                |                |

## Демографія
Згідно з переписом 2010 року, у місті мешкало 6835 осіб у 2837 домогосподарствах у складі 1713 родин. Густота населення становила 352 особи/км².  Було 3201 помешкання (165/км²).
Расовий склад населення:
| - 93,3 % — білих - 1,5 % — чорних або афроамериканців - 0,6 % — корінних американців - 0,4 % — азіатів - 2,3 % — осіб інших рас |

До двох чи більше рас належало 2,0 %. Частка іспаномовних становила 6,2 % від усіх жителів.
За віковим діапазоном населення розподілялося таким чином: 22,4 % — особи молодші 18 років, 58,1 % — особи у віці 18—64 років, 19,5 % — особи у віці 65 років та старші. Медіана віку мешканця становила 39,0 року. На 100 осіб жіночої статі у місті припадало 95,5 чоловіків;  на 100 жінок у віці від 18 років та старших — 91,5 чоловіків також старших 18 років.
Середній дохід на одне домашнє господарство  становив 59 011 долар США (медіана — 45 494), а середній дохід на одну сім'ю — 71 652 долари (медіана — 60 588). Медіана доходів становила 44 643 долари для чоловіків та 31 334 долари для жінок. За межею бідності перебувало 14,2 % осіб, у тому числі 23,5 % дітей у віці до 18 років та 8,4 % осіб у віці 65 років та старших.
Цивільне працевлаштоване населення становило 3199 осіб. Основні галузі зайнятості: освіта, охорона здоров'я та соціальна допомога — 26,1 %, роздрібна торгівля — 16,4 %, сільське господарство, лісництво, риболовля — 11,5 %, мистецтво, розваги та відпочинок — 9,6 %.